# Sphodromerus inconspicuus
Sphodromerus inconspicuus är en insektsart som beskrevs av Schulthess Schindler 1894. Sphodromerus inconspicuus ingår i släktet Sphodromerus och familjen gräshoppor. Inga underarter finns listade i Catalogue of Life.